# Pentatomomorpha
Infra-ordre
Les Pentatomomorpha sont un infra-ordre d'insectes de l'ordre des hémiptères et du sous-ordre des hétéroptères (les punaises). C'est le deuxième plus important en nombre d'espèces, de répartition cosmopolite, avec plus de 18 000 espèces.

## Caractéristiques
Cet infra-ordre de punaises se reconnaît aux caractéristiques suivantes : elles sont terrestres (contrairement aux Nepomorpha, aquatiques, aux Gerromorpha, semi-aquatiques), leur tête n'est pas divisée en deux lobes distincts (Enicocephalomorpha), et ne porte pas de paires de trichobothries insérées dans des pores bien marqués le long du bord interne des yeux composés (Gerromorpha). La face ventrale ne présente pas de pubescence dense et soyeuse. Les antennes sont généralement plus longues de la tête et toujours visibles (sauf chez les Termitaphididae) et comportent généralement 5 articles (parfois 3 ou 4). Les sternites abdominaux 3 à 7 portent généralement, vers la bordure ou vers le milieu, deux à trois trichobothries (sauf chez quelques Piesmatidae, chez les Podopini au sein des Podopinae, ou les Amnestinae au sein des Cydnidae). Les pulvilli allongées sont toujours attachées près de la base des griffes, et souvent divisées en deux parties. Les tarses comptent 2 ou 3 segments. La commissure clavale (l'endroit où le clavus, subdivision interne de la partie coriacée de l'aile antérieure, l'hémélytre) est généralement inexistante ou très courte. Le scutellum est généralement grand, atteignant au minimum l'apex du clavus, et couvrant souvent une grande partie de l'abdomen (par exemple Plataspidae, Scutelleridae, etc.).

## Biologie
Ce groupe de punaises est principalement phytophage, se nourrissant dans le système vasculaire des plantes, mais de nombreux se nourrissent de graines, et quelques-unes de champignons (Aradidae, notamment), et quelques groupes sont devenus prédateurs d'autres arthropodes (par exemple les Asopinae au sein des Pentatomidae, ou les Geocoridae).
Plusieurs espèces de différentes familles ont un impact sur les cultures de différents types de plantes, comme Mecistorhinus tripterus et Bathycoelia thalassina sur le cacao, Scotinophora lurida sur le riz, Aelia rostrata sur le blé, Piesma cinereum sur betterave sucrière (transmission d'un virus). Plusieurs espèces, introduites par l'homme et le développement du commerce mondialisé en dehors de leur zone d'origine, sont devenues invasives.

## Systématique
L'infra-ordre des Pentatomomorpha a été créé en 1954 par Dennis Leston (d), John G. Pendergrast (d) et Richard Southwood. Il est reconnu comme monophylétique par les études basées aussi bien sur les caractères morphologiques que sur des bases moléculaires.
Au niveau interne, il est composé de plusieurs super-familles, d'un nombre variable selon les auteurs, de quatre à sept. Les Piesmatoidea ne sont reconnus comme une super-famille à part entière que par une minorité d'auteurs,. Une première subdivision sépare les Aradoidea de l'ensemble des autres Pentatomomorpha, qui forment un groupe appelé Trichophora. Les relations phylogénétiques à l'intérieur des Trichophora restent à éclaircir et ne font pas encore l'unanimité. Certains placent les Pentatomoidea à leur base, d'autres les Idiostoloidea.
Une étude place l'origine des Pentatomomorpha à environ −242 Ma, au Trias moyen. Le plus ancien fossile de Pentatomomorpha retrouvé à ce jour date du Carnien (Trias supérieur, entre −237 et −227 Ma environ). Les fossiles permettent aujourd'hui d'affiner les relations entre groupes et la phylogénie.

Au niveau supérieur, les Pentatomomorpha forment avec les Cimicomorpha un clade, les Terheteroptera, le plus divergent au sein des Heteroptera,.

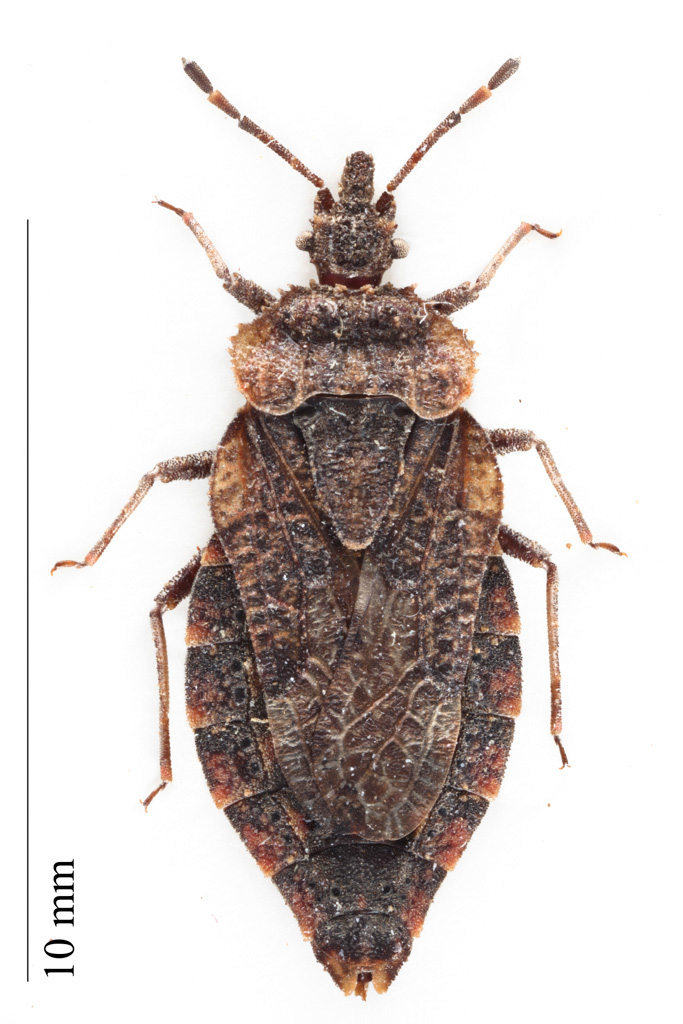
Aradoidea : Aradus betulae (Aradidae)
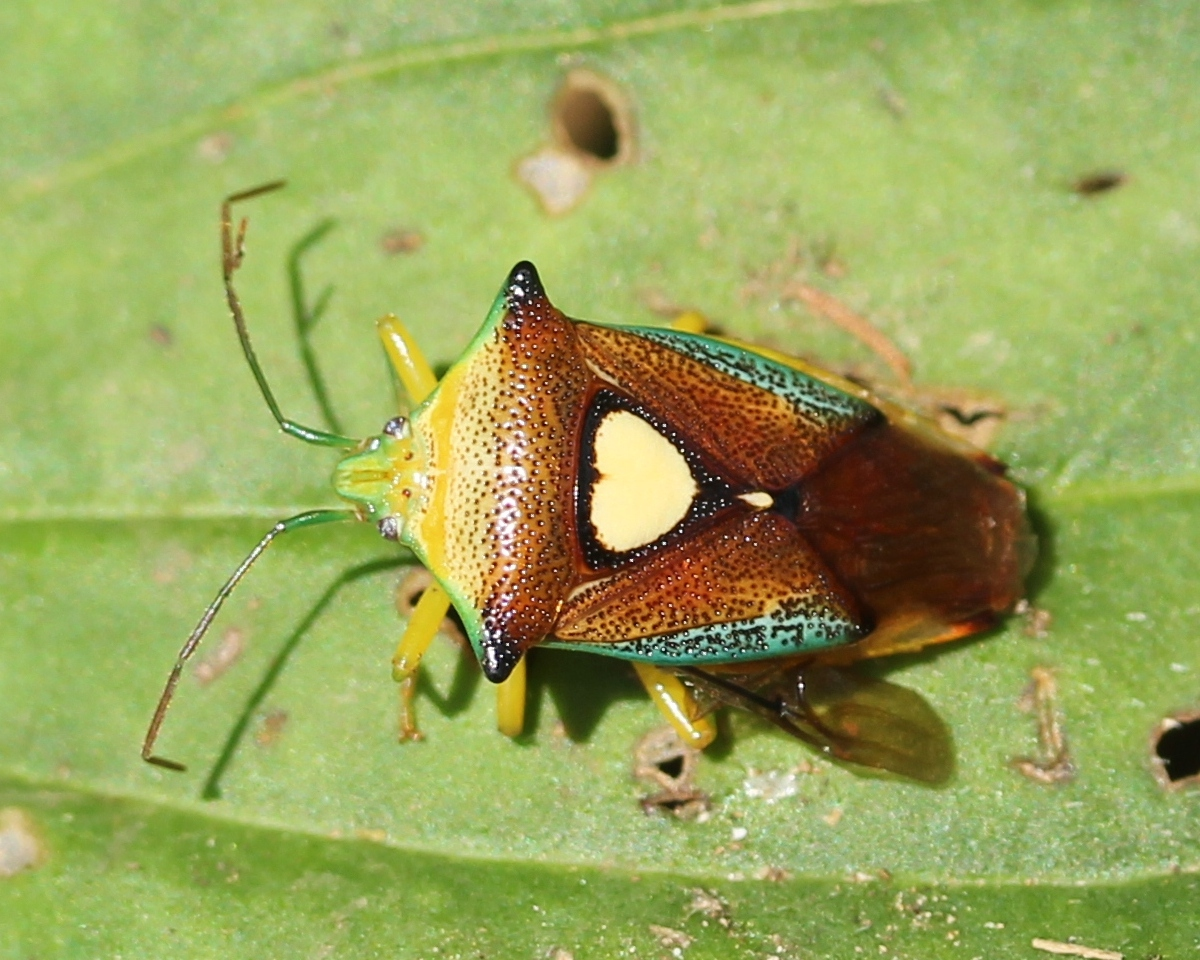
Pentatomoidea : Sastragala esakii (Acanthosomatidae, Japon)
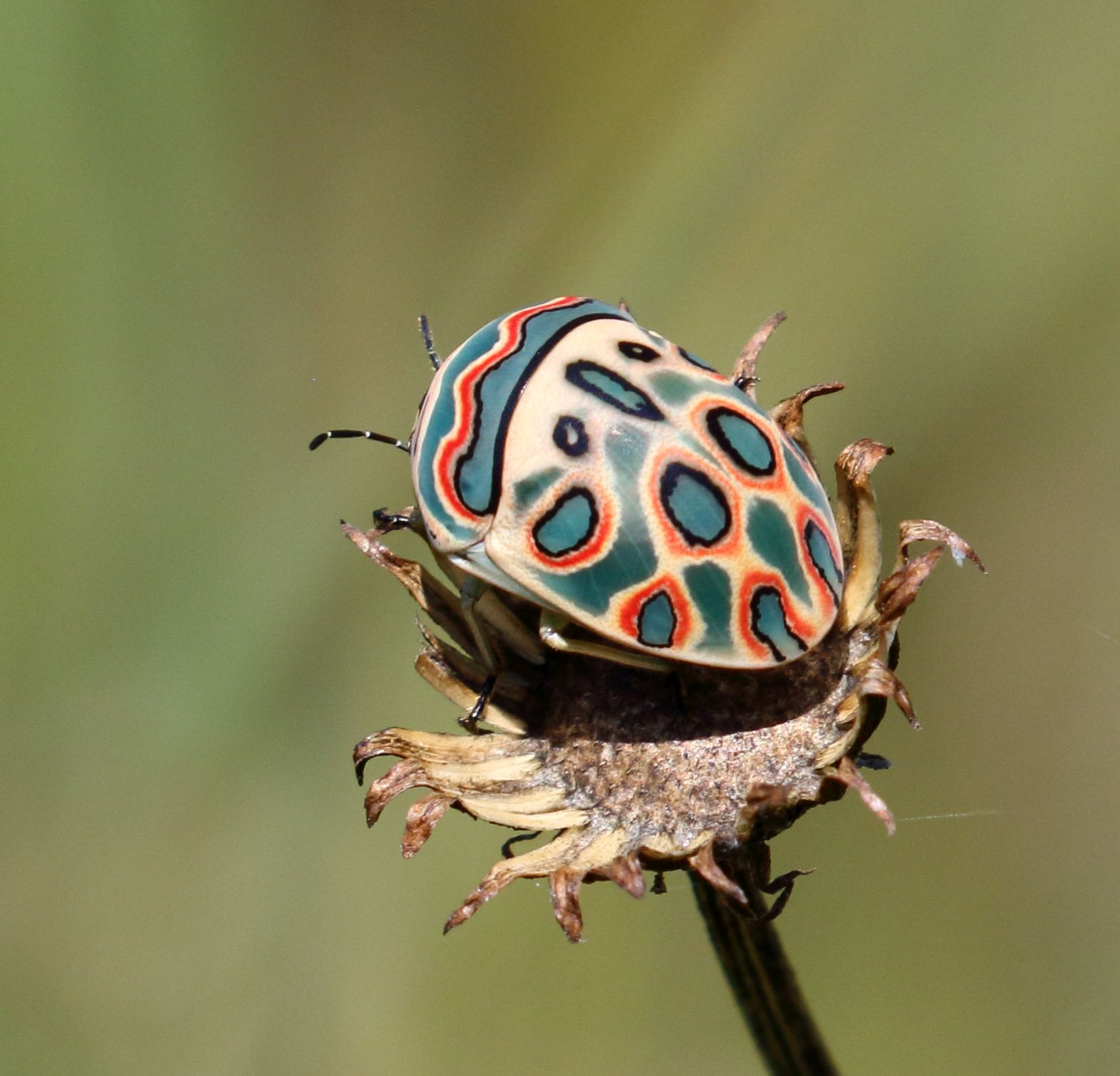
Pentatomoidea : Sphaerocoris annulus, Scutelleridae, Afrique du Sud
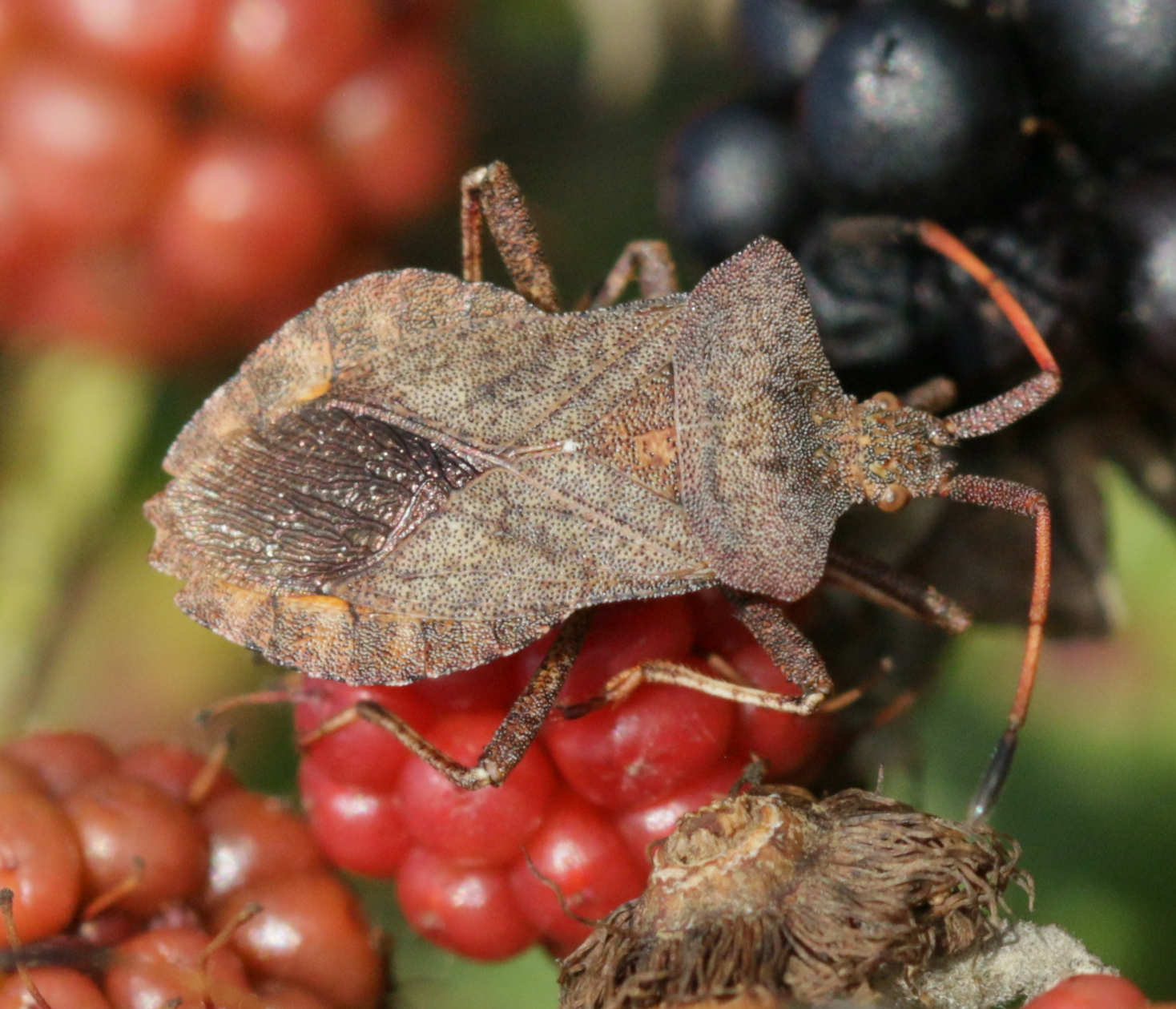
Coreoidea : Coreus marginatus (Coreidae)
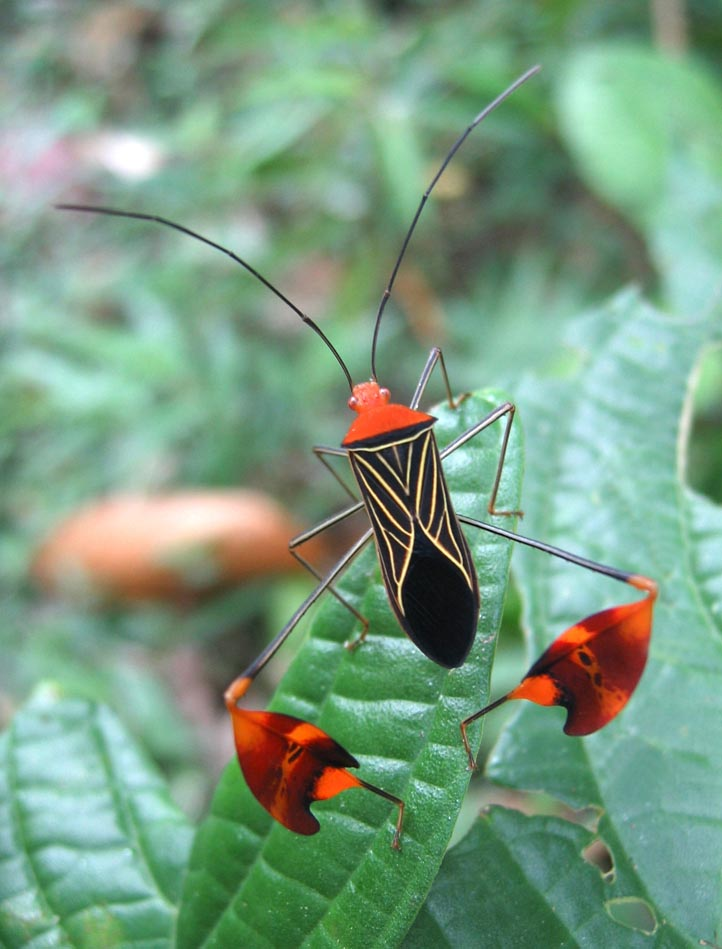
Coreoidea : Anisoscelis alipes (Coreidae), Panama
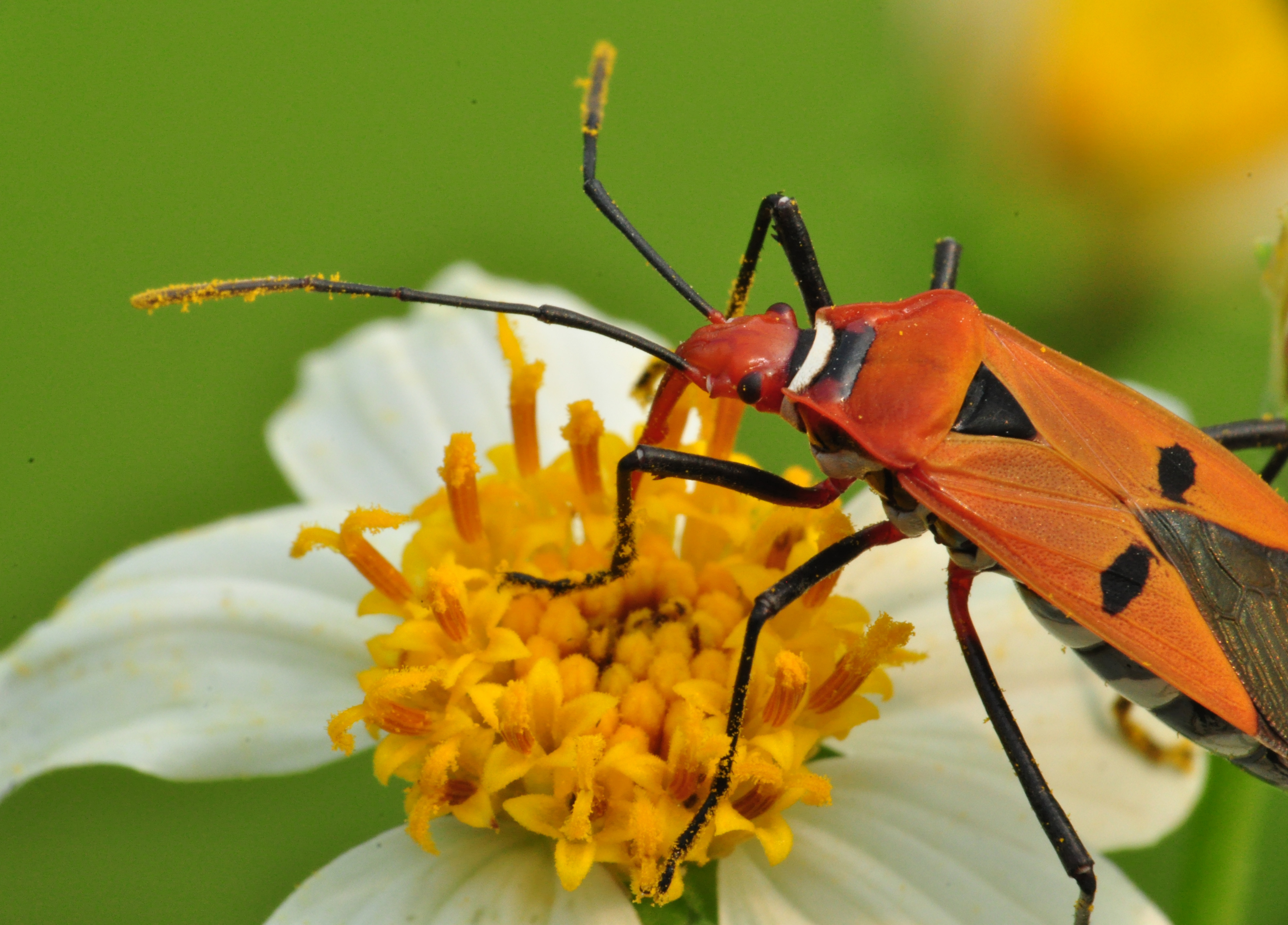
Pyrrhocoroidea : Dysdercus cingulatus (Pyrrhocoridae)
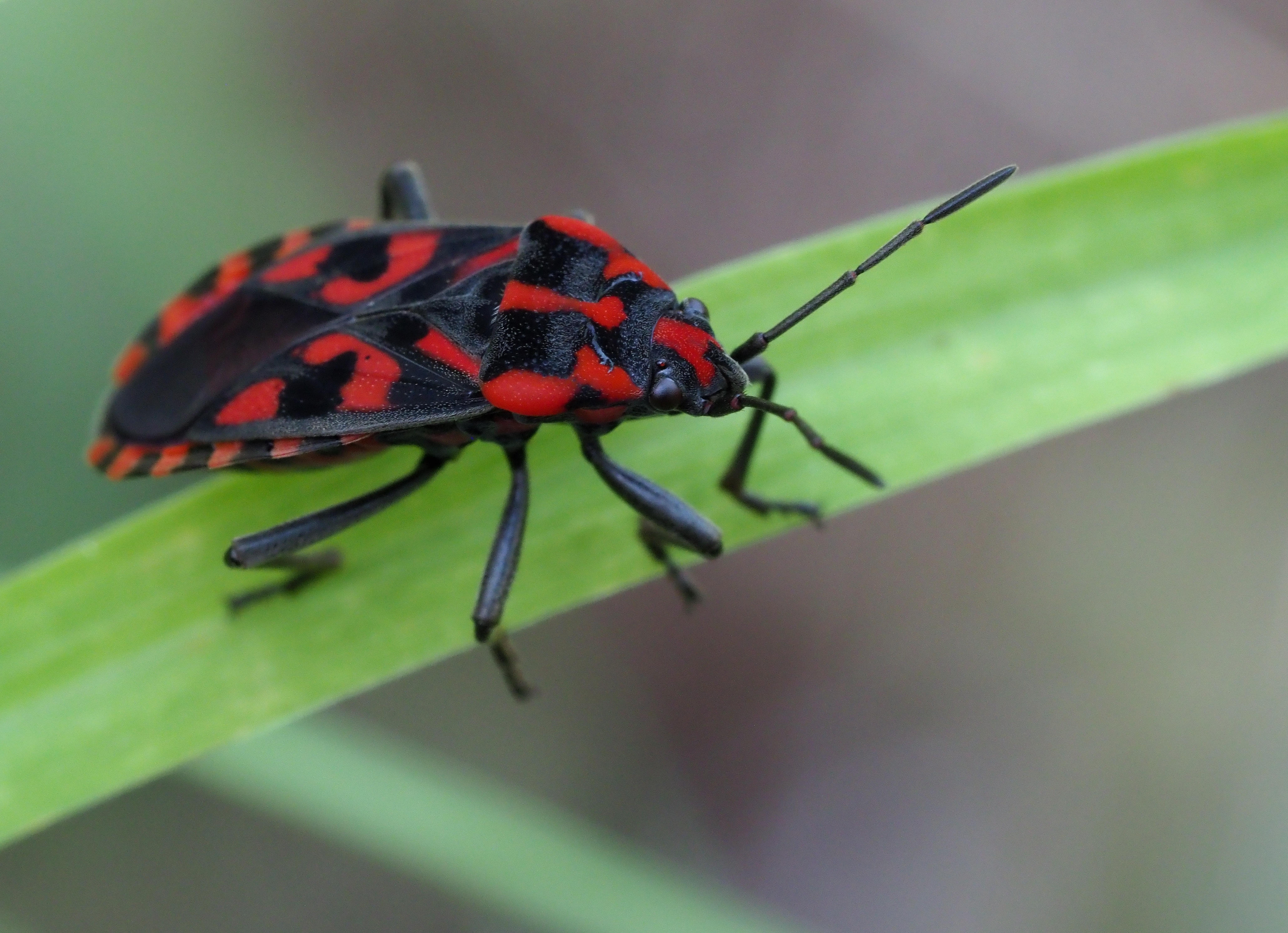
Lygaeoidea : Spilostethus saxatilis (Lygaeidae)
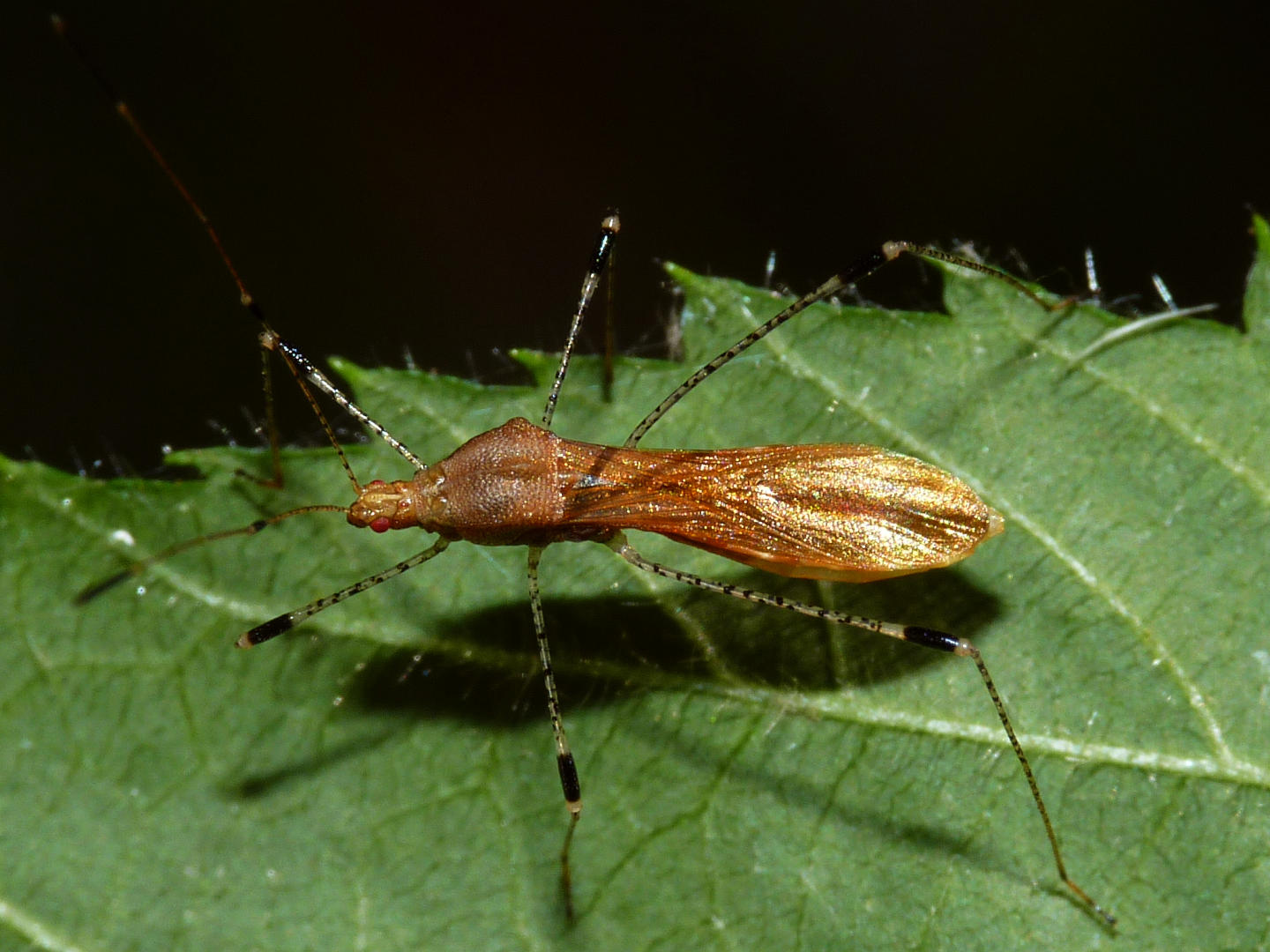
Lygaeoidea : Metatropis rufescens (Berytidae)
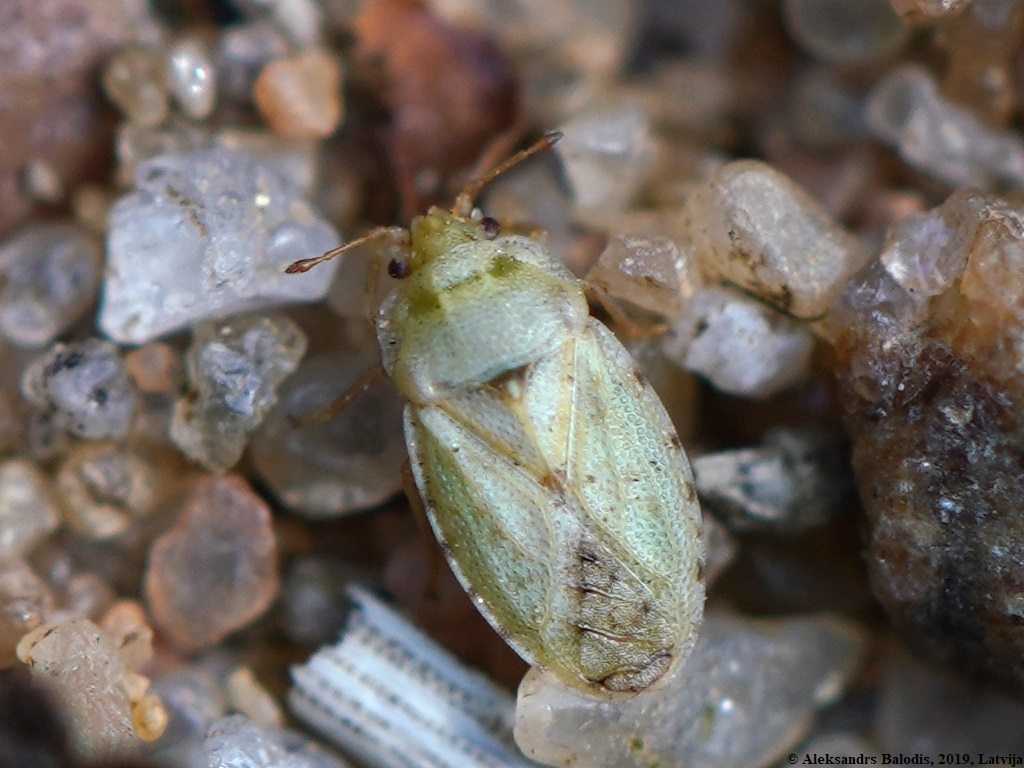
Piesmatidae : Parapiesma variabile, Lettonie

### Super-familles et familles
Selon BioLib (15 juin 2022) complété à partir de Schuh et Weirauch :
- Super-famille des Aradoidea Brullé, 1836 :
  - Aradidae Spinola, 1837
  - Termitaphididae Myers, 1924
- Super-famille des Coreoidea Leach, 1815 :
  - Alydidae Amyot & Serville, 1843
  - Coreidae Leach, 1815
  - Hyocephalidae Stål, 1874
  - Rhopalidae Amyot & Serville, 1843
  - Stenocephalidae Dallas, 1852
- Super-famille des Idiostoloidea :
  - Henicocoridae Woodward, 1968
  - Idiostolidae Scudder, 1962
- Super-famille des Lygaeoidea Schilling, 1829 :
  - Artheneidae Stål, 1872
  - Berytidae Fieber, 1851
  - Blissidae Stål, 1862
  - Colobathristidae Stål, 1865
  - Cryptorhamphidae Hamid, 1971
  - Cymidae Baerensprung, 1860
  - Geocoridae Baerensprung, 1860
  - Heterogastridae Stål, 1872
  - Lygaeidae Schilling, 1829
  - Malcidae Stål, 1865
  - Meschiidae Malipatil, 2014
  - Ninidae Barber, 1956
  - Oxycarenidae Stål, 1862
  - Pachygronthidae Stål, 1862, ou Pachygronthinae (Lygaeidae)
  - Rhyparochromidae Amyot & Serville, 1843
- Super-famille des Pentatomoidea Leach, 1815:
  - Acanthosomatidae Signoret, 1863
  - Aphylidae Bergroth, 1906 ou Aphylinae (Pentatomidae)
  - Canopidae McAtee & Malloch, 1928
  - Cydnidae Billberg, 1820
  - Dinidoridae Stål, 1868
  - Lestoniidae China, 1955
  - Megarididae McAtee & Malloch, 1928
  - Parastrachiidae Oshanin, 1922, ou Parastrachiinae (Cydnidae)
  - Pentatomidae Leach, 1815
  - Phloeidae Amyot & Serville, 1843
  - Plataspidae Dallas, 1851 (synonyme: Plataspididae)
  - Saileriolidae China & Slater, 1956
  - Scutelleridae Leach, 1815
  - Tessaratomidae Stål, 1864 (synonyme: Tesseratomidae)
  - Thaumastellidae Seidenstücker, 1960 ou Thaumastellinae (Cydnidae)
  - Thyreocoridae Amyot & Serville, 1843, ou Thyreocorinae (Cydnidae)
  - Urostylididae Dallas, 1851 (synonyme: Urostylidae, Dallas 1851)
- Super-famille des Pyrrhocoroidea Amyot & Serville, 1843 :
  - Largidae Amyot & Serville, 1843
  - Pyrrhocoridae Amyot & Audinet-Serville, 1843
- Incertae sedis :
  - Piesmatidae Amyot & Serville, 1843, qui ont été rattaché successivement aux Coreoidea, aux Pentatomoidea, à des Piesmatoidea et aux Lygaeoidea, et dont le placement reste à stabiliser.

### Super-familles et familles rencontrées en Europe
- Super-famille des Aradoidea :
  - Aradidae
- Super-famille des Coreoidea :
  - Alydidae
  - Coreidae
  - Rhopalidae
  - Stenocephalidae
- Super-famille des Lygaeoidea :
  - Artheneidae
  - Berytidae
  - Lygaeidae
- Super-famille des Pentatomoidea :
  - Acanthosomatidae
  - Cydnidae
  - Pentatomidae
  - Plataspididae
  - Scutelleridae
  - Thyreocoridae
- Super-famille des Piesmatoidea (selon Fauna Europaea) :
  - Piesmatidae
- Super-famille des Pyrrhocoroidea :
  - Pyrrhocoridae